# پلی‌میوزیت

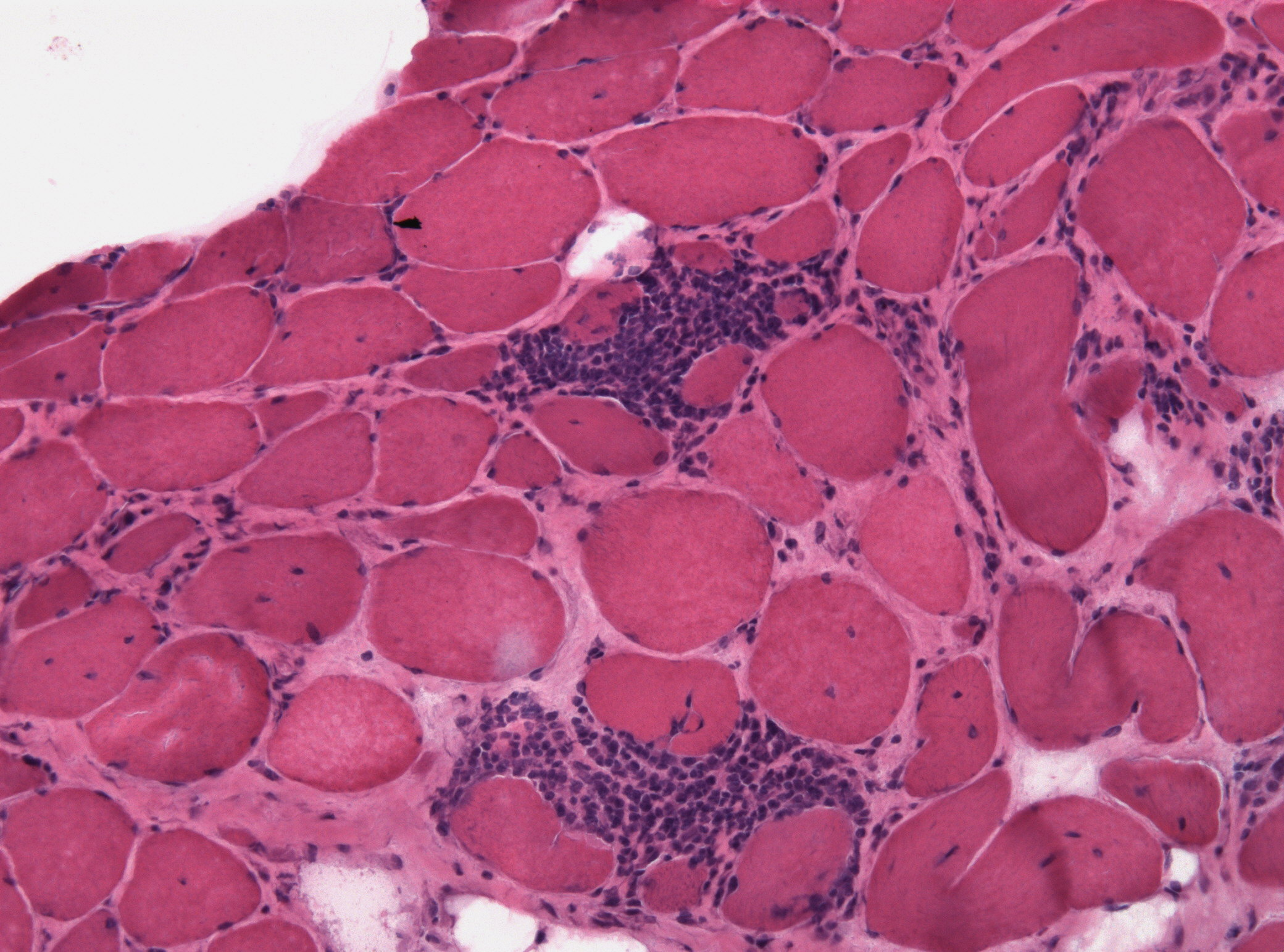
پلی‌میوزیت

در پزشکی التهاب تعداد زیادی از عضلات را پلی‌میوزیت (Polymyositis) با چند ماهیچه آماس می‌گویند.
پلی‌میوزیت التهاب بافت همبند، همراه تغییرات تخریبی در ماهیچه‌ها است. این تغییرات باعث ضعف و تحلیل عضلات می‌شود. بر اثر این بیماری که یک بیماری خودایمنی است ماهیچه‌ها دچار التهاب مزمن شده و در نتیجه آن از بین می‌روند.

## علائم
مهمترین نشانه پلی میوزیت ضعف و از دست دادن حجم عضلات، مخصوصاً در ناحیه گردنی و نیم تنه فوقانی است. این نشانه‌ها می‌تواند همراه با درد در همین مناطق باشد.
اغلب اوقات عضلات ناحیه هیپ به شدت تحت تأثیر قرار می‌گیرد که در بالا رفتن از پله، بلند شدن یا کارهایی از این قبیل با سخت انجام شدن مشخص می‌شود.
درگیری‌های پوستی مربوط به درماتومیوزیت مانند راش هلیوتروپ و علامت گوترون در پلی میوزیت وجود ندارد.
احتمال وقوع مشکلات حرکتی مری مانند دیسفاژیا(dysphagia) در این افراد یک مورد در هر 3 نفر است.
تب درجه پایین و بیماری غدد لنفاوی ممکن است پدیدار شود.
افتادگی پا در یک یا هردو پا ممکن است ایجاد شود.
درگیری‌های سیستمی پلی میوزیت شامل بیماری ششی مانند interstitial lung disease(ILD) و بیماری‌های قلبی مانند نارسایی قلبی و هدایت غیرعادی می‌شود  و حتی ممکن است رگ‌ها  را نیز درگیر کند و موجب ایجاد سندروم ریناد شود.

## علت
این بیماری یک بیماری خودایمنی است که توسط سلول های T cytotoxic ایجاد می‌شود.
علت ایجاد این پاسخ نامعلوم است ولی عواملی مانند ویروس، فاکتورهای خودایمنی، سرطان ممکن است در ان دخیل باشد.
شواهدی تجربی وجود دارد که به رابطه پلی میوزیت و بیماری سیلیاک اشاره دارد.

## تشخیص
ازمایشات زیادی برای تشخیص انجام می‌شود که می‌توان از آن‌ها به موارد زیر اشاره کرد:
بررسی تاریخچه زندگی،ازمایشات فیزیکی ،یافته‌های الکترومیوگرافی و ام ار ای،نمونه برداری از بافت عضلانی،تست خون برای بررسی فاکتورهای کراتین فسفوکیناز،الدولاز، SGPT (گلوتامیک پیروویک ترانس امیناز سرم) ،SGOT (گلوتامیک اوگزالواستیک ترانسامیناز سرم) ،LDH (لاکتات دهیدروژناز)

## درمان
به غیر از فیزیوتراپی، یکی ازاولین روش‌های درمان مصرف کورتیکواستروئیدها است.اما این داروها ممکن است تأثیرات غیرقابل پیش‌بینی داشته باشند و ممکن است برای همه جواب ندهد یا باعث ایجاد مقاومت در این افراد نسبت به کورتیکواسترویید می‌شود.به همین دلیل داروهای سرکوب‌کننده دستگاه ایمنی مورد استفاده قرارا  می‌گیرد.داروها و روش‌های جدیدی برای این بیماری کشف شده اما متأسفانه تأثیرات جانبی باعث شده که با دقت بیشتری استفاده شوند.
داروی سیکلوفسفامید برای درمان بیماری interstitial lung disease(ILD) استفاده می‌شود که یکی از پیامدهای پلی میوزیت است .

## اپیدمیولوژی
وقوع ان در بانوان دو برابر اقایان است.
وقوع ان در افراد مسن 30-50 سال بیشتر است. 2
و احتمال بروز ان در سیاهپوست‌ها بیشتر از سفیدپوست‌ها است.